# Miłość po zmierzchu
Miłość po zmierzchu – amerykański melodramat z 1997 roku.

## Główne role
- Nick Nolte – Lucky Mann
- Julie Christie – Phyllis Mann
- Lara Flynn Boyle – Marianne Byron
- Jonny Lee Miller – Jeffrey Byron
- Jay Underwood – Donald Duncan
- Domini Blythe – Helene Pelletier
- Yves Corbeil – Bernard Ornay

## Opis fabuły
Montreal. Lucky i Phyllis Mann są małżeństwem od 24 lat, oboje przechodzą kryzys. On prowadzi firmę remontową. Pewnego dnia Lucky zostaje wynajęty przez Marianne. Zaniedbywana przez męża, rzuca się Lucky'emu w ramiona. Tymczasem wybucha romans między Phyllis i Jeffreyem, mężem Marianne.

## Nagrody i nominacje
Oscary za rok 1997
- Najlepsza aktorka – Julie Christie (nominacja)

Nagroda Satelita 1997
- Najlepsza aktorka dramatyczna – Julie Christie (nominacja)